# 桜井ルカ
桜井 ルカ（さくらい るか、1989年12月28日 - ）は、日本のタレント、モデル、女優。神奈川県出身、血液型はO型。D-Shine所属。

## 来歴
1989年、神奈川県で生まれる。24歳の時に『日産NOTEカタログ』にて本格的にモデルとしてデビュー。
2015年、2016年と2年連続で一般社団法人日本釣用品工業会開催の『アングラーズアイドル』のファイナリストに選ばれる。
2017年6月より『週刊つりニュース』にてコラムを掲載。

## 人物
- イルカが大好き過ぎて、全国の水族館を制覇。イルカウォッチャー、イルカ専門フォトグラファーの肩書を持つ。
- 週3日以上は釣りをしているほどの釣り好き。
- 電車のパンタグラフや連結部が好きな鉄子でもある。

## 主な出演

### モデル
- 2014.04　サマーミューザ、日産NOTEカタログ
- 2015.07　愛され女子のヘアカタログvol.2、通販WebカタログCariru
- 2016.01　美toBE vol.6 カヴァーガール
- 2016.03　デジタル写真集さんぽガール

### TV
- 2015.01　千葉テレビ放送「応援美女子　学食戦争」鉄先生役
- 2015.09　WEBインフォマーシャル「メンパーフェクト」ヘンケルジャパン株式会社
- 2016.06　テレビ信州「月刊MASドコかde談話」アシスタントMC
- 2016.07　セシールCM

### 紙面
- 2017.06　週刊つりニュース
- 2017.07　週刊つりニュース

## 主な受賞歴
- 2015　アングラーズアイドルファイナリスト
- 2015　PUMA Girls
- 2016　アングラーズアイドルファイナリスト
- 2016　ミスHabushi（東京都）